# Lista de constantes matemáticas
Uma constante matemática é um número que tem um valor fixo e bem definido e não muda. Essas constantes são fundamentais em muitos ramos da matemática e da ciência, pois representam relações invariáveis e frequentemente aparecem em fórmulas e teoremas importantes. As constantes matemáticas podem ser números inteiros, irracionais, transcendentais, e têm várias propriedades únicas.

## Lista
| Sin | Valor                                         | Nome                                            | Campo                             | Tipo de Número | Quando surgiu/ Ganhou destaque | Número de dígitos conhecidos |
| --- | --------------------------------------------- | ----------------------------------------------- | --------------------------------- | -------------- | ------------------------------ | ---------------------------- |
|     | π≈ 3.1415926535898                            | Pi, constante de Arquimedes ou número de Ludoph | Geral                             | Transcendente  | 1.700 a.C.                     | +31 trilhões                 |
|     | e≈ 2.718281828459046                          | Número de Euler                                 | Geral                             | Transcedente   | Final do Século 17             | 13 bilhões                   |
|     | δ≈ 4.669201609102991 α≈2.5029078750959        | Constantes de Feigenbaum                        | Teoria do Caos e Sistema Dimânico | Transcendente  | Década de 1970                 | +10 mil                      |
|     | L≈ 0.11000100000000                           | Constante de Liouville                          | Teoria dos Números                | Transcedente   | 1844                           | ?                            |
|     | √2≈ 1.4142135623731                           | Constante de Pitágoras                          | Geral                             | Irracional     | +1.000 a.C                     | 138 bilhões                  |
|     | δs≈2.41421356237309                           | Constante de Prata                              | Teoria do Números                 | Irracional     | século 18                      | +10 mil                      |
|     | κ=0.7642236535892206                          | Constante de Landau-Ramanujan                   | Teoria dos Números                | Irracional     |                                | +30 mil                      |
|     | γ≈ 0.57721566490154                           | Constante de Euler-Mascheroni                   | Geral, Teoria dos Números         | Irracional     |                                | +100 milhões                 |
|     | φ≈ 1.618033988749895                          | Número de Ouro                                  | Geral                             | Algébrico      | Século 5 a.C                   | +4.000.000.000               |
| β*  | β*≈ 0.70258                                   | constante de Embree-Trefethen                   | TNu                               |                |                                |                              |
| C2  | ≈ 0.66016 18158 46869 57392 78121 10014 55577 | constante dos primos gêmeos                     | TNu                               |                |                                | 5,020                        |
| M1  | ≈ 0.26149 72128 47642 78375 54268 38608 69585 | constante de Meissel-Mertens                    | TNu                               |                | 1866 1874                      | 8,010                        |
| B2  | ≈ 1.90216 05823                               | constante de Brun para primos gêmeos            | TNu                               |                | 1919                           | 10                           |
| B4  | ≈ 0.87058 83800                               | constante de Brun para primos quádruplos        | TNu                               |                |                                |                              |
| Λ   | > – 2.7 · 10−9                                | constante de Bruijn-Newman                      | TNu                               |                | 1950?                          |                              |
| K   | ≈ 0.91596 55941 77219 01505 46035 14932 38411 | constante de Catalan                            | Com                               |                |                                | 201,000,000                  |
| K   | ≈ 1.13198 824                                 | constante de Viswanath 1                        | TNu                               |                |                                | 8                            |
| B´L | ≈1.08366                                      | constante de Legendre                           | TNu                               |                |                                |                              |
| μ   | μ≈1.4513692348834                             | constante de Ramanujan-Soldner                  | TNu                               |                |                                | 75,500                       |
| EB  | ≈ 1.60669515241530                            | constante de Erdös-Borwein                      | TNu                               | I              |                                |                              |